# Forêt en Autriche
La forêt autrichienne couvre 39 600 km2, ce qui correspond à 47,2 % de la surface du pays. 
Elle est constituée à 67 % de résineux, dont 53 % d'Épicéa commun.  L'essence feuillue la plus courante est le Hêtre commun. Les autres essences importantes sont le Pin sylvestre et Mélèze d'Europe. Malgré quelques efforts pour diversifier les forêts, les pessières monospécifiques restent courantes.
Les forêts autrichiennes ont pour la plupart une fonction de production de bois. Elles servent également à la chasse, au tourisme et à la récréation. Elles sont très souvent privées, et les propriétaires sont souvent des agriculteurs.
L'Autriche fait partie des pays qui ont une forte tradition sylvicole, à l'instar de la France, de l'Allemagne ou de la Suisse.